# Murals de Pilarín Bayés
Els murals de Pilarín Bayés són una sèrie de murals de la dibuixant i ninotaire catalana Pilar Bayés i Luna, que va iniciar el 2018 en diferents municipis catalans, on recrea la vida, els monuments, les entitats culturals i socials i els personatges públics de cada municipi. La major part dels murals estan realitzats en gres porcellànic, però també n'hi ha de làmines d'alumini farcides amb aglomerat mineral, o de vinil.
Bayés, que a principis del 2023 ja havia realitzat una vintena d'aquests murals, aspira a arribar al centenar. L'objectiu de Bayés és igualar la iniciativa dels parcs infantils d'en Patufet realitzada l'any 2013. Utilitza les noves tecnologies de vectorització i alta resolució perquè el resultat representi amb la màxima fidelitat els dibuixos originals.
Els murals porcellànics estan fabricats per l'empresa Peps Espais, que realitza un treball artesanal seguint la tècnica del trencadís amb ceràmica porcellànica de colors vius. L'empresa L2S 1001 gestiona els drets i productes artístics de la il·lustradora.
A més dels murals encarregats pels ajuntaments, Bayés porta a terme també encàrrecs específics per a edificis o establiments, com són la Biblioteca Pilarín Bayés, a Vic, la Casa Provincial de Maternitat i Expòsits de Barcelona, o l’Hotel Guitart Central Park Aqua Resort, a Lloret de Mar, on hi ha una col·lecció de tres murals.
| Municipi                       | Ubicació                                  | Descripció | Imatge |
| ------------------------------ | ----------------------------------------- | --- | ------ |
| Altafulla                      | Piscina municipal                         | Mural de 7 x 2 metres instal·lat el desembre de 2023 a la paret exterior de la piscina municipal d'Altafulla, que mostra l'skyline de la localitat amb els diferents personatges, edificis i elements destacats: tradicions al mar, castellers, correfocs, els turistes i pescadors. |        |
| Barcelona                      | Pavelló Cambó de la Casa de la Maternitat | Mural de 6 x 2 metres instal·lat el 2020 que representa 5 escenes de finals del segle XIX relacionades amb la cura de les gestants, el part, la cuina, el bany dels nadons i l'escola, tant per a mares com per a infants. |        |
| Barcelona                      | Can Ripoll                                | Mural de 200 m² situat al mur de l'antiga Clínica Can Ripoll, als carrers Alfons XII i Madrazo del barri de Sant Gervasi, que forma part de projecte NN wallery, una iniciativa de la promotora Núñez i Navarro. Realitzat en vinil, es va instal·lar el juliol de 2024, amb la previsió que duri fins a la finalització de la construcció d'una residència geriàtrica, cap a la tardor del 2027. L'obra és un homenatge als avis i s'hi representen detalls icònics de Barcelona, com el panot, la Pedrera i la Vila Olímpica. |        |
| Borges del Camp                | Mare de Déu de la Riera                   | Mural inaugurat el maig de 2023 a l'Ermita de la Mare de Déu de la Riera, on s'hi reprodueix el llibre 'La Petita Història de l'Ermita de la Mare de Déu de la Riera', conte infantil creat per Pilarín Bayés. |        |
| Calders                        | Plaça Major                               | Mural de 6 x 2 metres inaugurat el 2022 que representa diverses entitats del poble, cantaires, nens de l'escola, el castell o personatges importants de la població, com Guifré el Pilós, que va ajudar a repoblar la Catalunya central, o el cineasta Nèstor Almendros. |        |
| Caldes de Malavella            | Parc de la Font de la Vaca                | Mural de 8 x 2 metres inaugurat l'octubre de 2023, que recull els valors de la població, la seva gent i el seu patrimoni. Pilarín Bayés havia estat nomenada Malavella 2014. |        |
| Calella                        | Rectoria                                  | Mural instal·lat el 2020 que mostra personalitats destacades de la història de Calella: Margarida Flaquer de Vall, Bernat II de Cabrera, “Bernardí” de Cabrera, Felip de Saleta, Concepció Organ, Maria Cardona, Doctor Cordon, J. Maria Codina, Jeroni Martorell, Francesc Grau, Vicenç Ferrer i J. Maria Terricabras; expressions culturals i tradicionals com la sardana, els castellers, les puntaires, els gegants Minerva i Quirze, i el festival coral Canta al Mar; la Volta Ciclista a Catalunya i l'Ironman; edificis emblemàtics de la ciutat com la Fàbrica Llobet-Guri, el Mercat Municipal i el Far. |        |
| Calonge i Sant Antoni          | Biblioteca Pere Caner                     | Mural de 10 m situat a la paret de la Biblioteca Municipal Pere Caner, inaugurat el dia de Sant Jordi, l'abril de 2023. |        |
| Canovelles                     | Plaça de la Joventut                      | Mural de 5 x 2 metres fet de làmines d’alumini farcides amb aglomerat mineral, on es recrea la vida quotidiana de la plaça de la Joventut. Inclou la representació de l’edifici d’El Local, el centre d’iniciatives juvenils; l’escenari situat al centre de la plaça; els jocs infantils; així com alguns elements representatius de Canovelles, com la decoració del carrer de la Verge de Montserrat durant la Festa Major dels Cans i les Ovelles. |        |
| La Canonja                     | Rambla 15 d'Abril                         | Mural instal·lat el 2020 que mostra personatges destacats de la història de la Canonja com el Bisbe Borràs, l'escultor Salvador Martorell, el músic Pau Vidal, la pintora Adela Llop, el pintor Josep Martorell, el violinista Antoni Brosa; alcaldes com Josep Canadell Rongés (batlle durant la Segona República), Josep Canadell Veciana (primer alcalde de l'Entitat Municipal Descentralitzada) i l'actual alcalde, Roc Muñoz. Plasma diferents elements festius, culturals i edificis històrics del poble, fa referència al passat rural i a la indústria química, actual motor econòmic del municipi. També representa les troballes arqueològiques del jaciment del Barranc de la Boella.                                                                         |        |
| Corçà                          | Plaça dels Geganters                      | Mural inaugurat el desembre de 2022 commemorant els 25 anys de la Colla Gegantera de Corçà. De 2 x 3 m, s'hi representen tots els gegants del poble i els elements emblemàtics de la localitat, com l'església i l'escut. |        |
| Escaldes-Engordany             | Plaça de l'Església                       | Mural de 30 metres de llargada i prop de 2 metres d'alçada, instal·lat el maig de 2025, que representa els espais més emblemàtics de la parròquia andorrana, així com les seves tradicions i identitat, com són els paisatges de la Vall del Madriu o Engolasters, l'església de Sant Pere Màrtir, la fàbrica de llana, els ponts històrics, la plaça Coprínceps, l'esbart Santa Anna, les falles, l'escudella de Sant Antoni, el pessebre vivent o el Festival Internacional de Jazz. |        |
| Lloret de Mar                  | Passeig de sa Caleta                      | Mural instal·lat el març de 2021 que mostra el castell d'en Plaja i la primera línia de mar, evocant temps antics. |        |
| Lloret de Mar                  | Plaça Dalt del Puig                       | Mural instal·lat el març de 2021 que mostra la regata s'Amorra amorra, que es fa cada any amb motiu de la diada de Santa Cristina. |        |
| Lloret de Mar                  | Hotel Guitart Central Park                | Mural 'La Platja de Lloret' instal·lat el 2018 a la zona de piscina de l'hotel, en el que hi apareixen Cristòfor Colom, Egèria -de Lloret de Mar-, pescadors fent la Tirada a l'art, l'Ajuntament, els antics Banys Ventura, una figura de la deessa Dafne i, fins i tot, una embarcació amb la mateixa Pilarín i el seu difunt marit. |        |
| Lloret de Mar                  | Hotel Guitart Central Park                | Mural 'El món submarí' instal·lat el 2018 a la zona homònima de l'hotel, és el mural més gran que ha fet Pilarín. |        |
| Maçanet de la Selva            | Ajuntament                                | Mural inaugurat el juny de 2023, s'hi representen l'església de Sant Llorenç amb les banderes de Festa Major; la Pista Jardí amb l'Orquestra La Selvatana; els turons amb Puig Marí, Castell de Torcafelló i Torre Marata; el veïnat de Martorell, amb les urbanitzacions de Mas Altaba, Residencial Parc i Montbarbat; les masies de pagès, amb la masia, la granja, el tractor, les vaques i els camps de conreu i també elements patrimonials com el Pou de Glaç de Buscastell i el Pont del Dimoni. |        |
| Malgrat de Mar                 | Plaça de l'Església                       | Mural de 9 x 6,5 metres instal·lat el març de 2023 que inclou edificis i espais emblemàtics com la Torre de la Vídua de Can Sala, la Torre de Ca l'Arnau, La Pilona, la biblioteca La Cooperativa, el carrer dels Arcs o l'Església de Sant Nicolau; també tradicions com els gegants, les puntaires, els diables o la sardana i activitats de l'economia malgratenca com els hotels, els càmpings, la indústria tèxtil, la pagesia, els pescadors o les Mines de Can Palomeres; i personatges il·lustres com Fèlix Cardona, Ramon Turró, Zenòbia Camprubí o mossèn Fèlix Paradeda. |        |
| Mont-ras                       | Parc Pilarín Bayés                        | El mural i el parc on està situat, que rep el nom de la dibuixant, van ser inaugurats el març de 2023. Representa la llegenda del Crit de Mont-ras. |        |
| Penelles                       | Plaça de l'Església Vella                 | Mural de 6 metres de llargada, pintat per la Pilarín, amb ajuda d'estudiants d'art i muralistes, durant el 9è Gargar Festival, el maig de 2024, dedicat a l'antiga pagesia, que va prosperar al Clot del Dimoni amb el canal d'Urgell. A més dels pagesos recollint el cereal i una pagesa conduint un tractor, s'hi observen edificis emblemàtics, com el Castell del Remei o el mateix poble de Penelles, amb les siluetes dels muralistes que participen al Gargar. |        |
| El Pont de Vilomara i Rocafort | Plaça Margarida                           | Mural instal·lat el març de 2022, de 10 x 2 m, on destaca la representació del pont gòtic, emblema de la localitat. |        |
| Salou                          | Ajuntament de Salou                       | Mural de 12,4 m de llargada i 2 m d'alçada, inaugurat l'octubre de 2023, al porxo d'accés a la sala de plens de l'Ajuntament de Salou. A més de records personals seus, doncs va estiuejar aquí de jove, representa escenes de la història antiga de Salou, amb personatges ibèrics, romans i renaixentistes, i amb la figura del rei Jaume I. |        |
| Salou                          | Camí de Costa                             | Mural de 12 m de llarg i 2,5 m d'alçada, instal·lat el novembre de 2023 al començament del Camí de Costa, davant de la platja de Ferreries. Reprodueix la sortida de l'exèrcit del rei Jaume I a la conquesta de Mallorca des de l'antic port natural de Salou a cala de les Ferreries. |        |
| Salou                          | Biblioteca Municipal                      | Tercer mural de Bayés a Salou, situat davant de la Biblioteca Municipal, realitzat en resina compactada, té una longitud de 12 m i està dissenyat per a ser desmuntat i exposat en les escoles com una mostra itinerant. Recrea a gran escala les 16 pàgines del llibre 'La petita història de Salou'. |        |
| Sant Pere Pescador             | Escola Llagut                             | Gran mural instal·lat l'abril del 2024 entre l'escola Llagut i el pavelló municipal, on s'hi representen indrets i personatges peculiars del poble. |        |
| Sant Sadurní d'Anoia           | Plaça Era d'en Guineu                     | |        |
| Sant Vicenç de Montalt         | Pavelló Municipal                         | Mural instal·lat el 2020 que mostra personalitats destacades de la història de Sant Vicenç com l'Esteve Albert (poeta i autor teatral que va donar nom a l'institut), l'Angelina Pelagos (telefonista del poble fins a l'any 1976), la Dominica Guitart (mestra de l'antiga escola de nenes), l'entranyable 'Avi Pera' o el missioner Vicenç Ferrer, estretament vinculat a Sant Vicenç gràcies al Campus Solidari de Futbol d'Anantapur; les puntaires, els gegants i els Bòbuls i les Margaridasses, els cantaires de l'Orfeó o els pessebres; esdeveniments esportius com la Montalbike o el futbol; edificis emblemàtics del poble com el Casal de Cultura, l'Església, l'Ajuntament i la torre de Can Valls; el mar i el turó de Montalt.                            |        |
| Santa Susanna                  | Carrer de Sant Ramon                      | Al mural, instal·lat el febrer de 2023, hi surten indrets com la Font del Boter, les torres de guaita o el molí fariner; referències a les festes i les tradicions, o un sector històricament molt rellevant com és la pagesia. |        |
| Tordera                        | Plaça de l'Església                       | Mural de 9 metres de llargada inaugurat l'octubre de 2022, que tracta amb detall les tradicions, fets, indrets i personatges de Tordera. |        |
| Torredembarra                  | Plaça del Castell                         | Mural de 10 x 2 metres instal·lat el gener del 2025, on recrea elements distintius del municipi, com edificacions emblemàtiques, entitats, oficis i personatges il·lustres, oferint una representació visual d'història, cultura i tradicions torrenques. |        |
| Torrelavit                     | Centre de Serveis                         | Mural inaugurat el 26 d'abril de 2025, a la façana del Centre de Serveis de Torrelavit. |        |
| Vic                            | Barri d'Osona                             | Mural de 27 m² instal·lat el 2018, on queda reflectida part de la història de Vic i de la diversitat de la ciutat. En substitueix un d'anterior que ja estava en mal estat per la base de terrissa que tenien les rajoles. |        |
| Vic                            | Biblioteca Pilarín Bayés                  | Mural instal·lat el 2022 a l'espai infantil de la Biblioteca Pilarín Bayés, on s'homenatja la mare que canta una cançó tradicional a l'infant, l'àvia que explica contes a la vora del foc; també hi apareixen les Tres Bessones, la televisió, la impremta, el quiosc, la llibreria, la biblioteca; al fons, un skyline de la comarca amb la Creu de Gurb, el Castell de Tona o el Montseny. A la part inferior hi ha dibuixada una biblioteca que s’anirà completant amb el títol deis nous llibres dels autors i de les autores de la comarca. |        |
| Vilassar de Mar                | Mercat de Sant Joan                       | Mural de 8 x 2 metres instal·lat el 2023. Hi ha representats els tres sectors de la Festa Major (pagesos, mestres d'aixa i pescadors-contrabandistes); edificis emblemàtics com ara la Torre de Can Nadal, les cases de cos, l'església, el Mercat Municipal de Sant Joan, la Sénia del Rellotge, la Biblioteca Municipal Ernest Lluch i Martín, l’Ajuntament, Can Bisa, l'Ateneu, la portalada del cementiri municipal, el Museu Monjo, la Cooperativa Obrera, les casetes de pescadors, el Casal de Curació; el passat agrícola de Vilassar de Mar amb el cultiu de la patata i la floricultura, així com el passat mariner; els capgrossos o el drac Cremavila, el Festival de Titelles Firobi, la penjada de l'ase Innocenci del campanar de l'església; i el vermut. |        |